# トム・オブライエン (外野手)
トム・オブライエン（Thomas J. (Tom) O'Brien、1873年2月20日 - 1901年2月3日）は、アメリカ合衆国ペンシルベニア州アレゲニー郡ヴェローナ出身のプロ野球選手（外野手・内野手）である。
メジャーリーグでは3チームに4年間在籍し、投手と捕手以外の全ポジションをこなすユーティリティープレイヤーとして活躍した。オブライエンは現役中の1901年2月に急死した。

## 経歴
ペンシルベニア州ヴェローナ生まれ。利き腕などは不明。1897年にボルチモア・オリオールズに入団し、投手と捕手以外の全ポジションをこなすユーティリティープレイヤーとして活躍した。1898年6月3日にピッツバーグ・パイレーツに移籍したが、1899年4月13日にニューヨーク・ジャイアンツと契約した。
1899年は、オブライエンが現役生活で最高成績を上げた年だった。この年は150試合に出場し、打率.297、6本塁打、77打点、100得点という成績であった。1899年10月にピッツバーグ・パイレーツに復帰したが、結局1900年がオブライエンの現役最後の年となった。
1901年2月、キューバへの船旅中にオブライエンは船酔いの症状を訴え、その治療のために勧められて大量の海水を飲んだ。しかし、海水によって内臓は回復不能なまでに損傷し、アリゾナ州フェニックスで2月3日に死亡した。彼はピッツバーグのセント・メアリー墓地に埋葬された。メジャーリーグでの通算成績は、428試合に出場して打率.278、10本塁打、229打点、278得点、55盗塁であった。